# 中三叠世
中三叠世/统是三叠纪三个世的第二个，或三叠系三个统的第二个。中三叠世自247.2Ma持续到237Ma(百万年前)。中三叠世之前是早三叠世，之后是晚三叠世。中三叠世可被分为安尼期和拉丁期。
以前，中三叠统也被称为壳灰岩统，现在只用于年代约在中三叠世西欧地层的特定单位。

## 动物相
在二叠纪－三叠纪灭绝事件后，生态系统恢复的速度很缓慢。在中三叠世，许多生物群体都再次到达其多样性的顶点，如水生爬行动物(如鱼龙、鳍龙、海龙等)、辐鳍鱼类和许多无脊椎动物，如软体动物(菊石)。
中三叠世尚没有开花植物，以蕨类和苔藓为主。尼亚萨龙属等小型恐龙也开始出现。

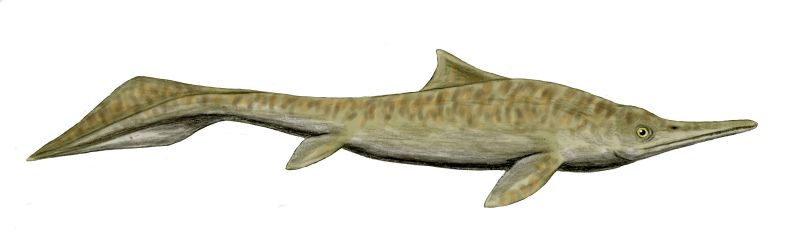
中三叠世鱼龙——科尔纳利混鱼龙